# Ruta Nacional 205 (Argentina)
La Ruta Nacional 205 es una carretera pavimentada de 290 km que discurre del noreste al centro de la Provincia de Buenos Aires, Argentina, desde  la intersección con el Puente Pueyrredón en Avellaneda hasta la RP 65, en las cercanías de San Carlos de Bolívar. El recorrido entre Ezeiza y Cañuelas se lo conoce como Autopista Ezeiza-Cañuelas. El resto de la ruta tiene un carril por mano. La RN 205 constituye una vía fundamental para el traslado de productos agrícola-ganaderos desde las cercanías del Río Matanza hacia la zona metropolitana sur.

## Ciudades
Las ciudades de más de 5.000 habitantes por las que pasa este ruta de noreste a sudoeste son:

### Provincia de Buenos Aires

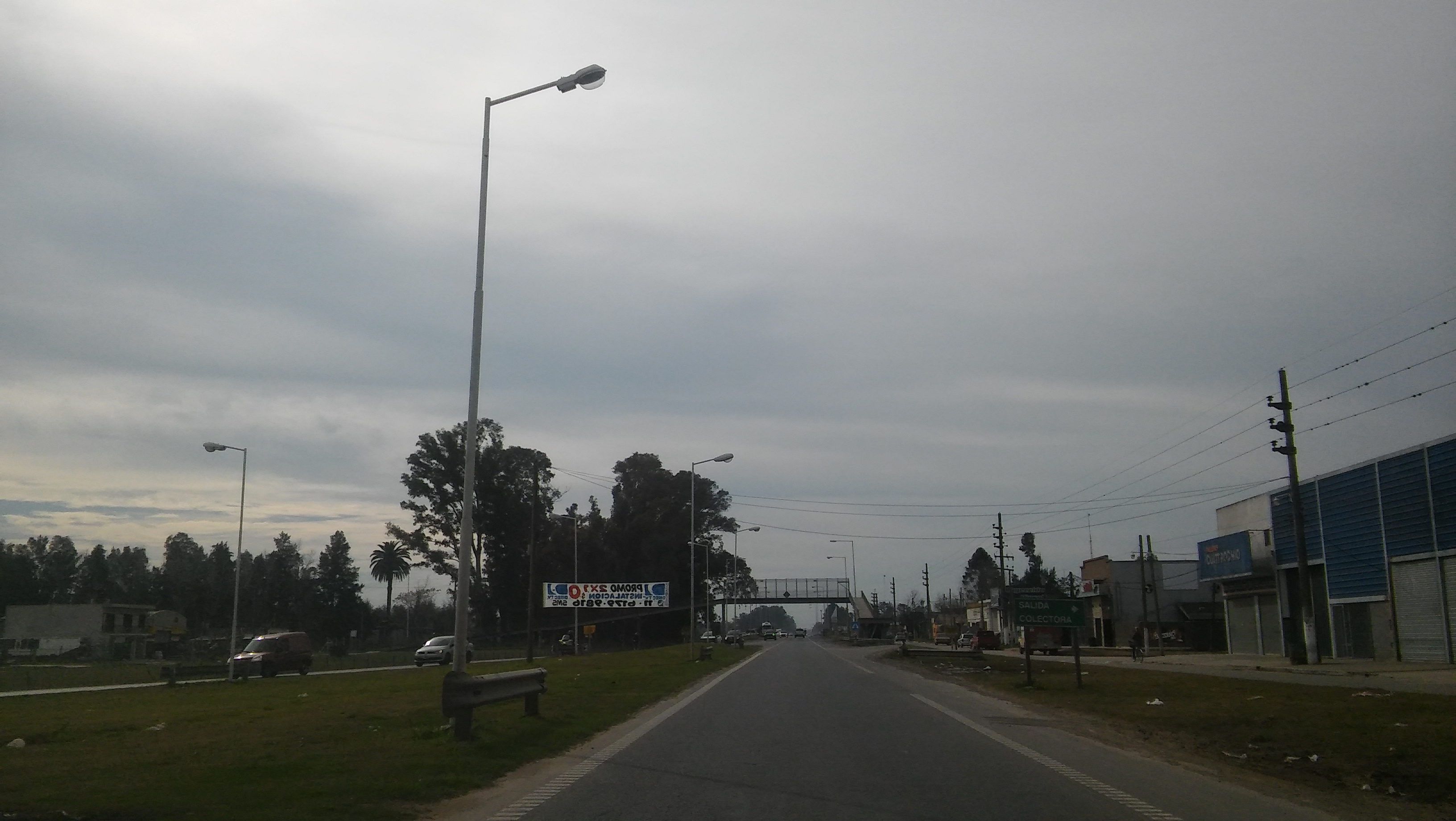
Ruta Nacional 205 a la altura de Cañuelas.

Recorrido: 290 km (km 27 a 317).

#### Región Metropolitana de Buenos Aires
- Partido de Esteban Echeverría: El Jagüel (km 31).
- Partido de Ezeiza: Barrio Uno (km 27), Ezeiza (km 33), Tristán Suárez (km 41) y Carlos Spegazzini (km 46).
- Partido de Cañuelas: Vicente Casares (km 51), Alejandro Petión (km 55),  Cañuelas (km 63-67) y acceso a Uribelarrea (km 81).
- Partido de General Las Heras: no hay localidades de más de 5.000 habitantes.
- Partido de Lobos: Lobos (km 98-99).

#### Interior de la Provincia de Buenos Aires
- Partido de Roque Pérez: acceso a Roque Pérez (km 133).
- Partido de Saladillo: Saladillo (km 182-185).
- Partido de General Alvear: no hay localidades de más de 5.000 habitantes.
- Partido de Bolívar: acceso a San Carlos de Bolívar (km 317).

## Intersecciones y puentes
A continuación, un mapa esquemático del recorrido de esta ruta, mostrando cruces con vías férreas y otros caminos importantes:
|  |  | RMCONTg |

|  | RMq | RMIco | RMq |

|  |  | RM |

|  | exSTRq | RMIdu | exSTRq |

|  |  | RM |

|  |  | RMIdu | exSTRq |

|  | WASSERq | RMoW | WASSERq |

|  |  | RMIdu | RMq |

|  | WASSERq | RMoW | WASSERq |

|  |  | RM |

|  | FLUGg | RM |  |

|  |  | RM |

|  |  | RGuq + RM |

|  |  | RM + lZOLL |

|  |  | RM |

|  | WASSERq | RMoW | WASSERq |

|  | RMq | RMIdu | exSTRq |

|  | exSTRq | RMIdu | exSTRq |

|  |  | RM |

|  |  | RMIdu | exSTRq |

|  |  | RM |

|  | WASSERq | RMoW | WASSERq |

|  |  | RM |

|  |  | RMIdu | exSTRq |

|  |  | RM |

|  | exSTRq | RMIdu | exSTRq |

|  |  | RM |

|  | MWNODEa | RMuq + RM | RMq |

|  | RMl | MWNODE | STRq |

|  |  | STR |

|  | WASSERq | hKRZWae | WASSERq |

|  |  | STR |

|  |  | TEEaq | STRq |

|  |  | STR |

|  | WASSERq | hKRZWae | WASSERq |

|  | WASSERq | hKRZWae | WASSERq |

|  |  | STR |

| lDAMPF |  | exSKRZ-G+eBUE |  |

|  |  | STR |

|  | STRq | ABZgr+r |  |

|  | STRq | ABZgr+r |  |

|  | WASSERq | hKRZWae | WASSERq |

| exlDAMPF |  | RGuq + RM |  |

|  | STRq | RMIaboe |  |

|  | RMq | RMIco | RMq |

|  | WASSERq | hKRZWae | WASSERq |

|  | FLUGg | TEEeq |  |

|  | WASSERq | hKRZWae | WASSERq |

|  |  | STR |

|  |  | ABZgl+l | STRq |

|  |  | STR |

|  | WASSERq | hKRZWae | WASSERq |

|  |  | STR |

|  |  | ABZgl+l | STRq |

|  |  | STR |

|  | STRq | ABZgr+r |  |

|  |  | STR |

|  | WASSERq | hKRZWae | WASSERq |

|  |  | STR |

|  |  | MWNODEr | STRq |

|  |  | MWNODEr | STRq |

|  | exSTRq | MWNODE | STRq |

|  | exSTRq | MWNODE | STRq |

|  |  | MWNODEr | STRq |

|  |  | STR |

|  | STRq | ABZlr+lr | STRq |

|  |  | STR |

|  | WASSERq | hKRZWae | WASSERq |

|  |  | STR |

|  |  | TEEaq | STRq |

|  |  | STR |

|  | WASSERq | hKRZWae | WASSERq |

|  |  | STR |

|  | STRq | ABZqlr | STRq |

## Traza antigua

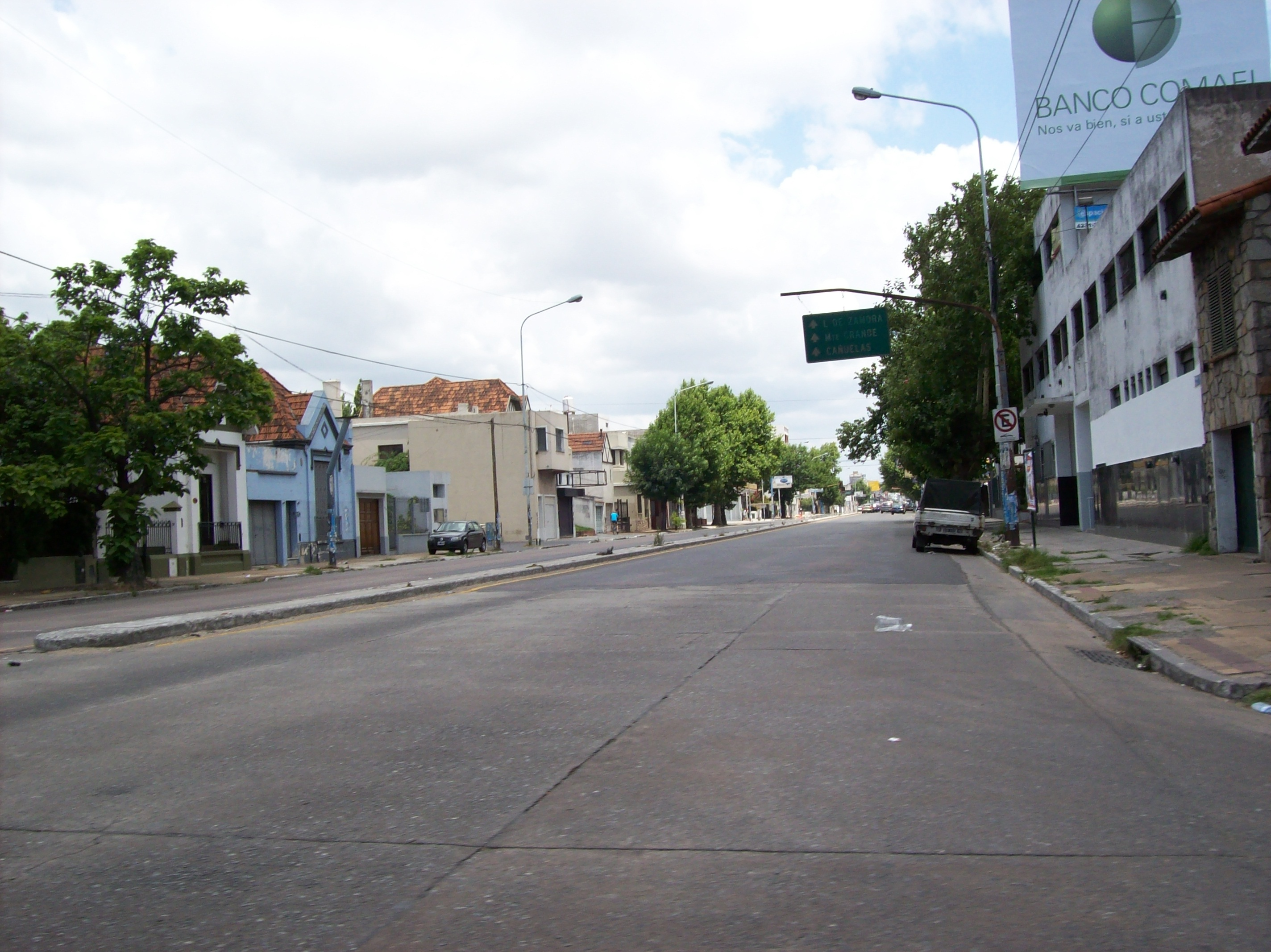
Avenida Hipólito Yrigoyen en Banfield.

Antes de 1980 esta ruta comenzaba en Avellaneda, siguiendo el camino paralelo a las vías del Ferrocarril General Roca hasta Cañuelas, pasando por las ciudades de Gerli, Lanús, Remedios de Escalada, Banfield, Lomas de Zamora, Temperley, Turdera, Llavallol, Luis Guillón, Monte Grande, El Jagüel, Ezeiza, Tristán Suárez, Carlos Spegazzini, Máximo Paz y Vicente Casares. Luego continuaba por la traza actual. La traza antigua está marcada en verde en el mapa adjunto.
El tramo desde el cruce con la RP 4 en Luis Guillón hasta el empalme con la RN 3 actualmente forma parte de la Ruta Provincial 205.
Dentro del Gran Buenos Aires, este camino es una avenida urbana con semáforos. Los nombres de las avenidas son:
- Partido de Avellaneda: Hipólito Yrigoyen (ex Pavón) 0 - 2300.
- Partido de Lanús: Hipólito Yrigoyen 2300 - 6900.
- Partido de Lomas de Zamora: Hipólito Yrigoyen 6900 - 11400 y Antártida Argentina 0 - 3000.
- Partido de Esteban Echeverría: Bulevar Buenos Aires 2100 - 0, E. Santamarina 0 - 1100, R. Santamarina 400 - 0 y Dardo Rocha 1100 - 4400.
- Partido de Ezeiza: Av. Presidente Néstor Kirchner 0 - 13.900

## Gestión
El 20 de diciembre de 1961 se completó el pavimento hasta Saladillo.

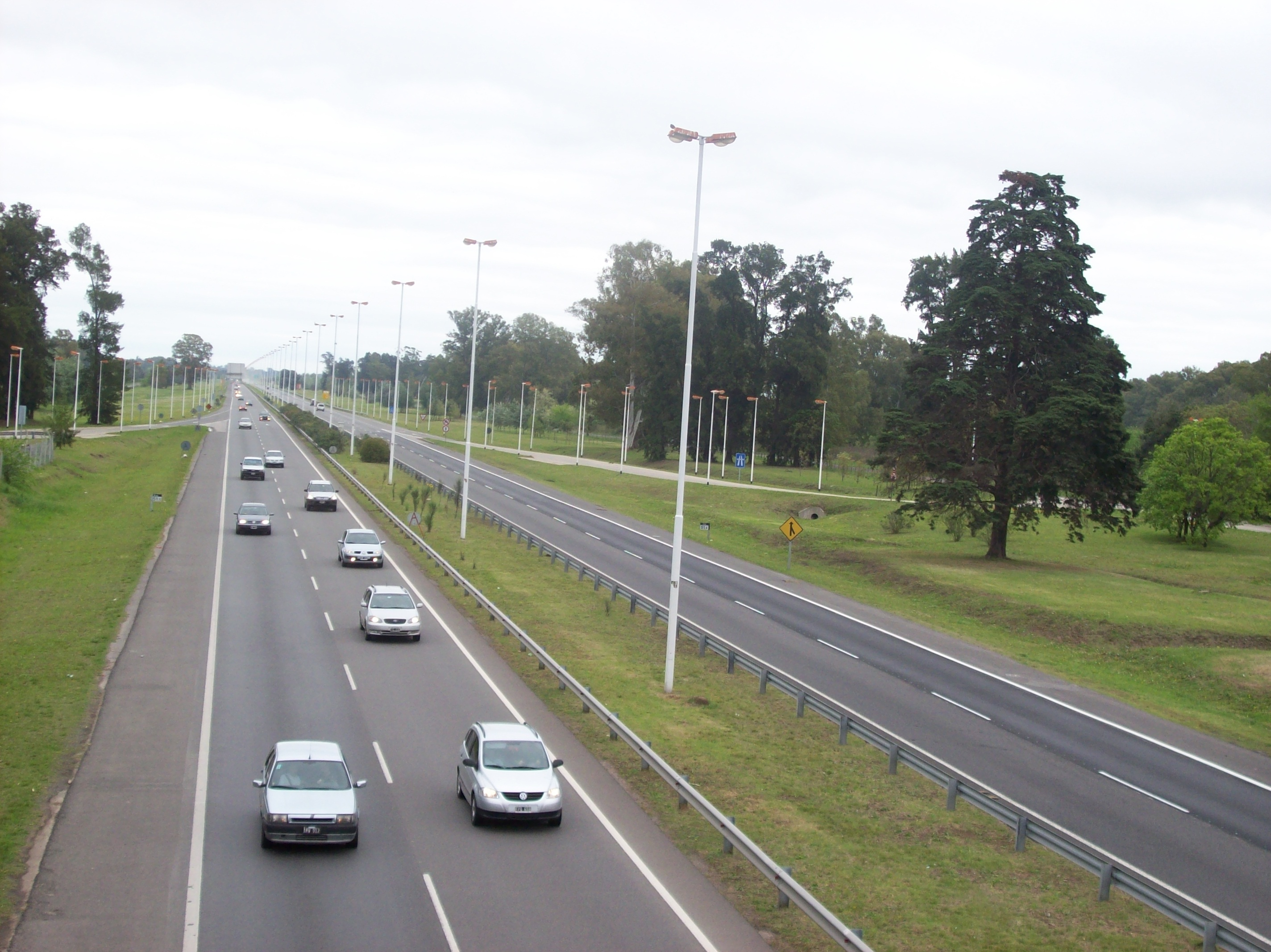
Autopista Ezeiza - Cañuelas (km 51) desde el puente de Vicente Casares.

En 1990 se concesionaron con cobro de peaje las rutas más transitadas del país, dividiéndose éstas en Corredores Viales. En 1993 se concesionó la Red de Accesos a Buenos Aires, la empresa Servicios de Mantenimiento de Carreteras (Semacar) se hizo cargo del Corredor Vial número 2, que incluye la Ruta 205 entre los km 31 y 322, dentro de la Provincia de Buenos Aires, desde Ezeiza hasta Bolívar, instalando peajes en Uribelarrea (km 82) y Saladillo (km 167).
En 1993 se licitó la Autopista Ricchieri con la obligación contractual de extender la autopista hasta Cañuelas. La empresa que se hizo cargo fue AEC S.A. a partir del 17 de agosto de 1994. Esta empresa construyó la Autopista Ezeiza - Cañuelas.
En 2003 se vencían los contratos de concesión de los Corredores Viales, por lo que se modificó la numeración de los corredores viales y se llamó a nueva licitación.
El Corredor Vial número 1 está concesionado a la empresa CV1 y se extiende en el tramo km 63 al 317 que corresponde desde el enlace con la RP 6 en Cañuelas hasta el empalme con la RP 65 en Bolívar. En 2022 durante la gestión del gobernador Kicillof comenzaron las obras para convertir  la ruta en autopista que tendrán como eje la Ruta 205, beneficiando a los municipios de Cañuelas, Roque Pérez, Saladillo, Lobos y Bolívar.
Las obras incluyen la construcción de dos carriles por sentido de circulación, en una longitud de 67 kilómetros entre Cañuelas y Roque Pérez. 
Los demás proyectos en este corredor de la provincia de Buenos Aires prevén la construcción de una travesía urbana en la ciudad de Cañuelas; la ampliación de la calzada con un tercer carril de sobrepaso entre Roque Pérez y Saladillo; y obras de mejora y mantenimiento entre Saladillo y Bolívar. Las cinco obras llevan una inversión de 41.000 millones de pesos. Junto a obras menores para incrementar la seguridad en distintos sectores de la RN 205, como el caso de la dársena de acceso a Cañuelas.
Las obras repercutirán en mejores condiciones de seguridad y ahorro de los tiempos de traslado.
Entre 2011 y 2012, durante la gestión del intendente Fernando Gray, fue puesto en valor el tramo de la RN 205 que recorre el partido de Esteban Echeverría.

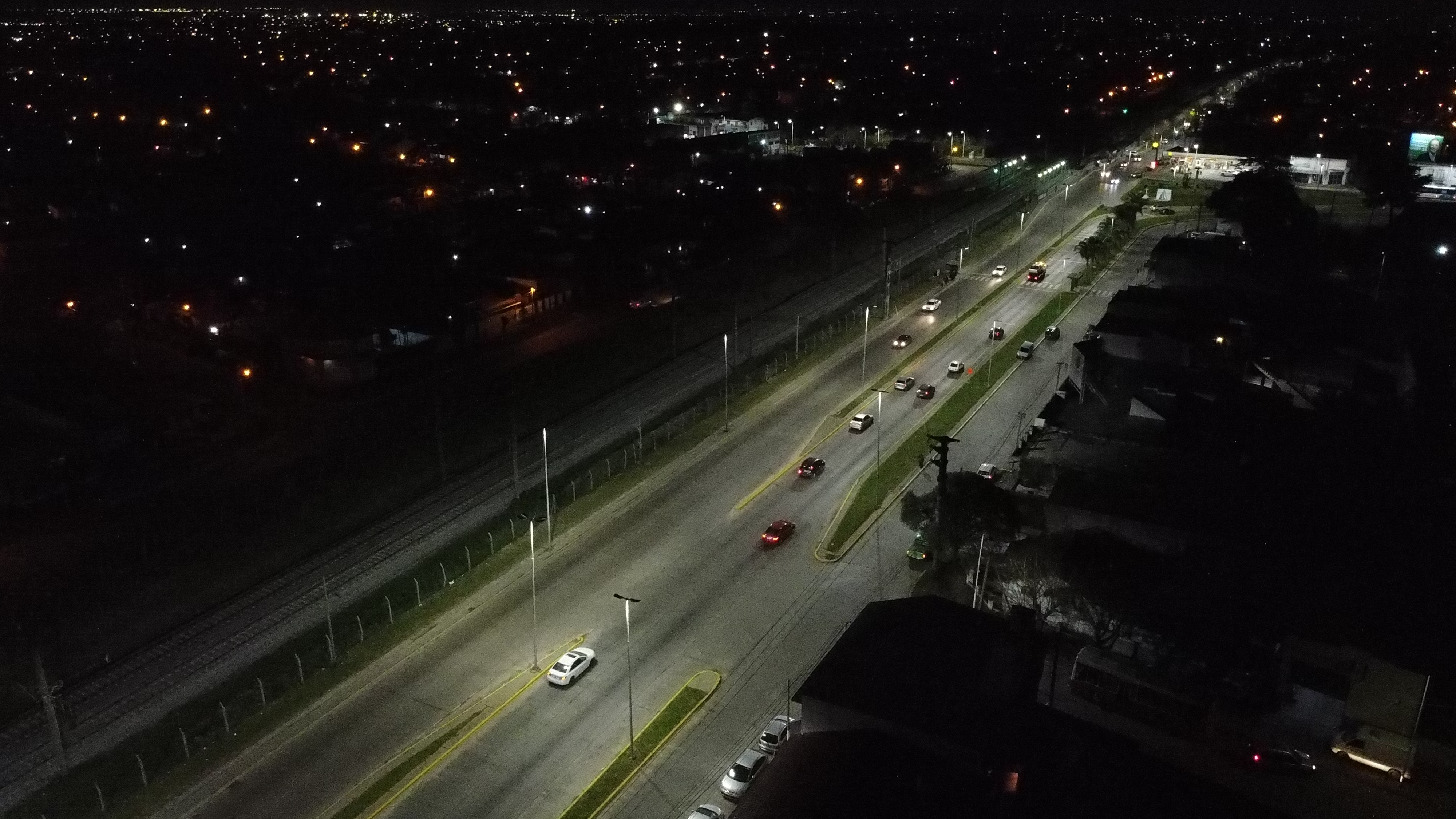
Ruta Nacional 205 - Luminarias LED

En 2011, con fondos que fueron financiados por el Banco Mundial al gobierno de la Provincia de Buenos Aires, se construyeron cuatro carrilles, dos por mano, conformando calzadas de 7,5 m de ancho cada una con un separador central de 3 metros, desde Ramón Santamarina hasta la av. Jorge Newbery, lo que ha mejorado ostensiblemente la transitabilidad entre Monte Grande y el partido de Ezeiza. También se realizó la repavimentación y se colocaron luces dobles. En 2012 se hizo un puente peatonal a la altura de la calle Evita, en la estación de trenes de El Jagüel, para cruzar de este a oeste y viceversa.
La puesta en valor de este tramo de la RN 205 constó de 10 kilómetros entre la calle Ramón Santamarina y la avenida Jorge Newbery. En la actualidad, por allí circulan diariamente alrededor de 25.000 vehículos livianos y 2.000 vehículos pesados.
Este proyecto estuvo a cargo de Vialidad municipal y contempló el saneamiento hidráulico integral de toda la cuenca afectada por la obra de pavimentación y la construcción de sumideros y conductos que desaguan en el arroyo Ortega (El Jagüel). En cuanto a seguridad vial, se ejecutó la señalización horizontal y vertical de todo el tramo para ordenar y dar mayor seguridad al tránsito. Como obras complementarias se colocaron cañerías de PVC y cámaras para semaforización, empastados de canteros y taludes, rampas para personas con movilidad reducida, casetas para contadores de tránsito y la reparación de las veredas afectadas.